# Kenan Sofuoğlu

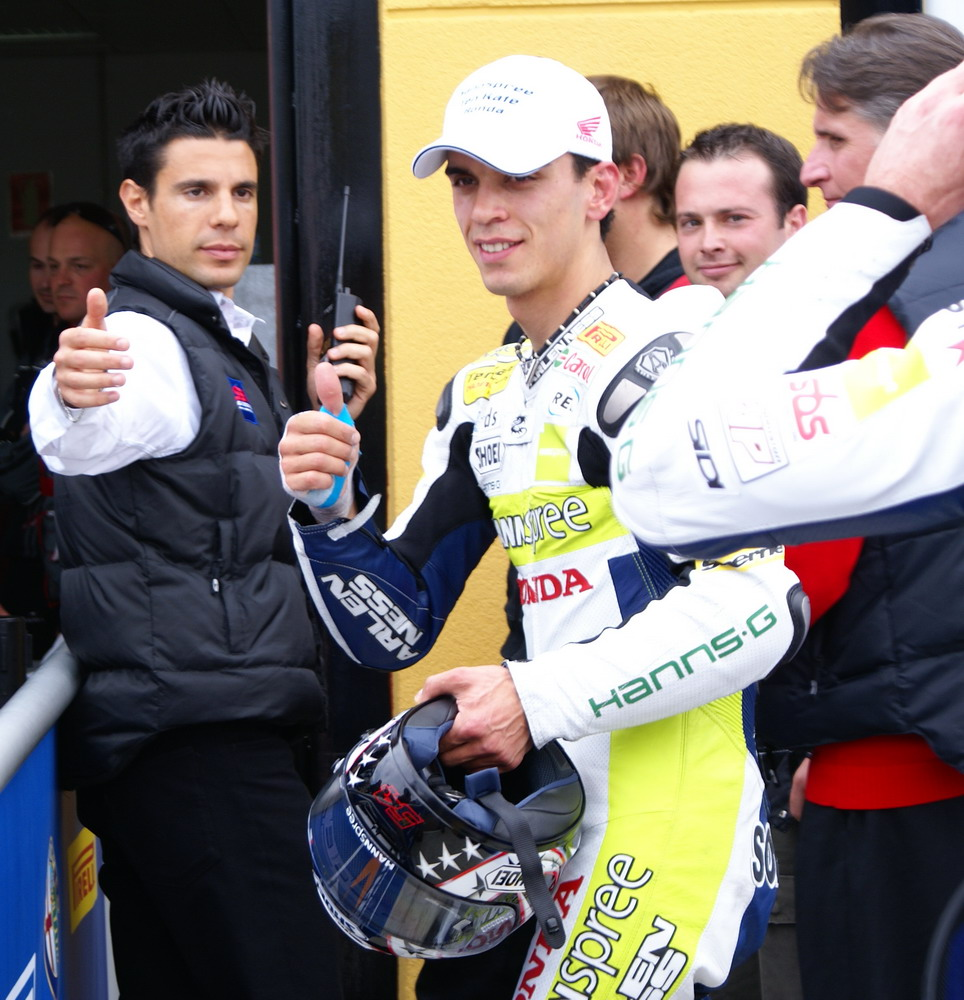
Kenan Sofuoglu

Kenan Sofuoğlu, född 25 augusti 1983 i Adapazari, är en turkisk roadracingförare. Han är den mest framgångsrike förare i Supersport-VM genom att han är den ende som vunnit fem världsmästartitlar. Han vann VM 2007, 2010, 2012, 2015 och 2016.

## Tävlingskarriär
Sofuoğlu gjorde VM-debut i Supersportklassen 2003. Åren 2004 och 2005 körde han istället i den lägre rankade klassen Superstock 1000 och blev trea och tvåa. Han körde Supersport-VM 2006 för Ten Kate Honda och tog sina två första heatsegrar på väg till tredjeplatsen i VM. Supersport-VM 2007 vann Sofuoglu världsmästerskapet överlägset efter att ha segrat i 8 av 13 deltävlingar. Han körde Superbike för Ten Kate HannSpree Honda under 2008. Framgångarna uteblev - han blev 18:e i VM - och Sofuoğlu gick tillbaka till Supersport säsongen 2009. Han blev trea i VM efter 3 heatsegrar. Han tog sin andra VM-titel i Supersport säsongen 2010 knappt före Hondakollegan Eugene Laverty.
2011 körde Sofuoğlu Moto2 i Grand Prix Roadracing med en andraplats på Assen som bästa resultat. Till 2012 gick Sofuoğlu återigen tillbaka till Supersport där han körde en Kawasaki ZX-6R för Team Kawasaki Lorenzini. Han blev världsmästare för tredje gången. Supersport-VM 2013 tävlade Sofuoğlu för MAHI Racing Team India fortsatt på en Kawasaki ZX-6R. Han tog fem heatsegrar och blev tvåa i VM efter Sam Lowes. Säsongen 2014 fortsatte Sofuoğlu i samma team som 2013. Säsongen gick dåligt med Sofuoğlus mått mätt. Han vann säsongens andra deltävling, men därefter gick det allt sämre och det blev en åttondeplats i VM. Supersport-VM 2015 fortsatte Sofuoğlu på Kawasaki men bytte team till Kawasaki Puccetti Racing. Han skaffade sig en god ledning under första halvan av säsongen genom fyra raka segrar i loppen på Aragon, Assen, Imola and Donington. Sofuoğlus huvudkonkurrent om titeln, Jules Cluzel minskade därefter ledningen från 45 till 13 poäng efter säsongens nionde av tolv deltävlingar. Cluzel skadade sig sedan illa på träningen inför nästa deltävling på Jerezbanan. Sofuoğlu vann den och säkrade därefter sin fjärde VM-titel i Supersport den 4 oktober 2015 genom att bli tvåa i säsongens näst sista lopp på Magny Cours. På det personliga planet var 2015 ett tungt år för Sofuoğlu. hans nyfödde son var svårt sjuk och avled efter några månader. Säsongen 2016 fick Sofuoğlu till en början motstånd från sin nye stallkamrat Randy Krummenacher, men Sofuoğlu kopplade grepp på mästerskapet och säkrade sin femte VM-titel i den näst sista deltävlingen. Det var första gången Sofuoğlu försvarade sin titel.

## Segrar Supersport
| Nr | Bana           | År   |
| -- | -------------- | ---- |
| 1  | Assen          | 2006 |
| 2  | Lausitzring    | 2006 |
| 3  | Losail         | 2007 |
| 4  | Donington Park | 2007 |
| 5  | Valencia       | 2007 |
| 6  | Assen          | 2007 |
| 7  | Monza          | 2007 |
| 8  | Brno           | 2007 |
| 9  | Vallelunga     | 2007 |
| 10 | Magny-Cours    | 2007 |
| 11 | Portimão       | 2008 |
| 12 | Phillip Island | 2009 |
| 13 | Miller         | 2009 |
| 14 | Imola          | 2009 |
| 15 | Portimão       | 2010 |
| 16 | Miller         | 2010 |
| 17 | Brno           | 2010 |

## Segrar Superstock 1000
| Nr | Bana         | År   |
| -- | ------------ | ---- |
| 1  | Valencia     | 2005 |
| 2  | Monza        | 2005 |
| 3  | Brands Hatch | 2005 |